# Ère Hōtoku
L'ère Hōtoku (宝徳) est une des ères du Japon (年号, nengō,, lit. « nom de l'année ») après l'ère Bunnan et avant l'ère Kyōtoku. Cette ère couvre la période allant du mois de juillet 1449 au mois de juillet 1452. L'empereur régnant est Go-Hanazono-tennō (後花園天皇).

## Changement d'ère
- 1449 Hōtoku gannen (宝徳元年?): Le nom de la nouvelle ère est créé pour marquer un événement ou une succession d'événements. La précédente ère se termine quand commence la nouvelle, en (Bun'an 6.).

La première année de l'ère Hōtoku commence le 28e jour du 7e mois. Le dixième jour, le nom de l'ère est ancore Bunnan.

## Événements de l'ère Hōtoku
- 8 mai 1449 (Hōtoku 1, 16e jour du 4e mois) : L'empereur honore le shogun Yoshinari[4] en lui offrant une épée[5].
- 1451 (Hōtoku 3, 7e mois ) : Une délégation des îles Ryūkyū arrive pour la première fois à Heian-kyō (Kyoto)[6]. La mention de cet événement diplomatique figure parmi les premières de ce genre à être publiée en Occident dans une version française de 1832 du Sangoku Tsūran Zusetsu (三国通覧図説, « Description illustrée des trois pays »?) par Hayashi Shihei[7].
- 1451 (Hōtoku 3, 8e mois ) : Le shogun Yoshihori fait envoyer une lettre à l'empereur de Chine[6]

L'appréciation de la poésie waka de Shōtetsu et Shinkei est remarquable durant cette ère.